# Jim Shaw
Jim Dayton Shaw es un escritor estadounidense y antiguo maestro masón del grado 32° del Rito Escocés Antiguo y Aceptado que se convirtió en un antimasón al momento de recibir el grado 33° en una ceremonia en Washington D. C. en 1966, exponiendo su caso en su libro (escrito con Thomas C. McKenney, un teniente-coronel jubilado del cuerpo de Marines de los Estados Unidos): The Deadly Deception: Freemasonry Exposed by One of Its Top Leaders.

## Trayecto en la masonería
Jim D. Shaw entró en una logia masónica el 11 de septiembre de 1945, la logia Evergreen n.º 713 en Indianápolis, Indiana. Recibió el segundo y tercero grado en la logia Biscayne Bay n.º 124, Miami, Florida 21 de mayo y 23 de julio de 1946. Cambio de logia por la Allapattah n.º 271, Florida el 1 de julio de 1952 hasta su demision, el 25 de octubre de 1966. El 18 de diciembre de 1965, siendo ya al grado 32° (Maestro del secreto real), fue elegido a la distinción de "Knight Commander of the Court of Honour" (KCCH), el último paso hasta el grado 33°.
Su historia es parecida a la de John Salza, Burkhardt Gorissen y Maurice Caillet.

## Polémica
Pasado este punto, hay polémica entre lo que contó Jim Shaw en su libro y sus contradictores. Shaw pretende haber sido invitado en Washington D. C. para ser elegido al grado 33°. Pero en el libro Is It True What They Say About FreeMasonry?, Art deHoyos y S. Brent Morris explican que un periodo de probación de 46 meses es obligatorio para recibir el grado desde la elección a la distinción de KCCH, así que Shaw lo hubiera inventado todo a partir de este momento.

## Ceremonia
Según Shaw, el ritual dura 3 días. Todo comienza con una entrevista personal con el Supremo Consejo de Grado 33 del Rito Escocés Antiguo y Aceptado en su templo de Washington D. C.. Durante la entrevista, a la cuestión de saber de que religión era, declaró ser cristiano y nada más. Poco después, dio su dimisión de la masonería.

## Teorías
Para ilustrar la incompatibilidad entre la masonería y el cristianismo, Shaw cita el caso de un pastor iniciado en el primer grado de masonería, a quien se le pidió que rezara. Habiéndolo hecho en nombre de Jesús, fue reprendido con el pretexto de no ofender a hermanos de otras religiones y de no pronunciar el nombre de Jesús.

### De Jim Shaw
- The Deadly Deception: Freemasonry Exposed by One of Its Top Leaders, Huntington House Inc., Lafayette, Louisiana, 1988 ISBN 0-910311-52-8.
- The Bible: what is it?

### Sobre Jim Shaw
- Arturo de Hoyos y S. Brent Morris, Is It True What They Say About FreeMasonry?, Chapter Five: The Reverend James Dayton Shaw, co-author of The Deadly Deception (Second Edition, Revised).